# Александрия (Широковский район)
Александрия (укр. Олександрія) — село, Новомалиновский сельский совет, Широковский район, Днепропетровская область, Украина.
Код КОАТУУ — 1225886608. Население по переписи 2001 года составляло 410 человек.

## Географическое положение
Село Александрия находится на расстоянии в 2 км от сёл Карповка и Плугатарь.

## Известные уроженцы
- Иван Романович Рудской (Ивангай) — украинский летсплейщик и видеоблогер.

## Климат
| Показатель              | Янв. | Фев. | Март | Апр. | Май  | Июнь | Июль | Авг. | Сен. | Окт. | Нояб. | Дек. | Год |
| ----------------------- | ---- | ---- | ---- | ---- | ---- | ---- | ---- | ---- | ---- | ---- | ----- | ---- | --- |
| Средний максимум, °C    | −1,1 | −0,3 | 4,4  | 14   | 21,1 | 25,6 | 28   | 27,2 | 21,5 | 14   | 6,1   | 1,6  |     |
| Средняя температура, °C | −4,2 | −3,5 | 0,7  | 9,1  | 15,6 | 19,9 | 22,1 | 21,2 | 15,7 | 9,3  | 3     | −1,1 | 9   |
| Средний минимум, °C     | −7,3 | −6,6 | −2,9 | 4,2  | 10,2 | 14,3 | 16,3 | 15,2 | 10   | 4,6  | −0,1  | −3,8 | 4   |
| Норма осадков, мм       | 34   | 32   | 27   | 34   | 44   | 57   | 58   | 40   | 38   | 28   | 36    | 40   | 468 |